# Shirley MacLaine
Shirley MacLaine (Richmond, SAD, 24. travnja 1934.), pravim imenom Shirley MacLean Beaty američka je glumica. Warren Beatty je njen mlađi brat.

## Mlade godine
MacLaine se rodila u Richmondu u američkoj saveznoj državi Virginiji kao dijete Ira Owensa Beatya, engleskog podrijetla, i njegove supruge Kathlyn, kanadske majke irskog podrijetla. Ime Shirley je dobila po slavnoj Shirley Temple. Jako je volila balet kojeg je vježbala od svoje treće godine. Nakon završetka srednje škole, u kojoj je bila navijačica, se je preselila u New York kako bi postala glumica na Broadwayu. San joj se ostvario kada je zamijenila glumicu Carol Haney u mjuziklu “The Pajama Game”. Tijekom jedne izvedbe predstave je u publici sjedio i redatelj i producent Hal B. Wallis koji ju je primijetio te joj ponudio ugovor da postane glumica u Hollywoodu za Paramount Pictures. Kasnije ga je tužila zbog spora oko tog ugovora.

## Karijera
Njen prvi film je bila crna komedija „Nevolje s Harryjem“ iz 1955., kojeg je režirao Alfred Hitchcock. Uslijedila je popularna pustolovna komedija “Put oko svijeta u 80 dana” koja je čak osvojila Oscara za najbolji film. Kasnije je glumila u slavnim komedijama “Apartman” te “Slatka Irma” koje je režirao slavni Billy Wilder. Uslijedio je i hvaljeni film “Dobrodošli, g. Chance” u kojem je hvalila glavnu zvijezdu, Petera Sellera. Bila je pet puta nominirana za Oscara da bi ga konačno osvojila za tragikomediju “Vrijeme nježnosti” iz 1983. Uz to je osvojila i 7 Zlatna globusa – od toga 4 za filmove “Slatka Irma”, “Apartman”, “Vrijeme nježnosti” te za “Madame Sousatzka” ( za taj film začudo nije nominirana za Oscara, čime je postala jedina glumica u povijesti koja je osvojila Zlatni globus za ulogu u drami a da kasnije nije nominirana i za Oscara). Od 1972. do 1977., te od 1984. do 1988. je napravila pauzu da bi se kasnije vratila filmskim ulogama.
Bila je udata za biznismena Stevea Parkera do 1982. Zajedno su imali kćerku, Sachi Parker, rođenu 1956. No razvela se od njega kada je otkrila da ju je varao s ljubavnicom, kojoj je davao njen novac. Pobornica je solipsizma te je napisala puno knjiga o tome.

## Izabrana filmografija
- 1955. - Nevolje s Harryjem – nominacija za BAFTA-u
- 1956. - Put oko svijeta za 80 dana
- 1958. - Neki su dotrčali – nominacija za Oscara
- 1960. - Apartman – osvojen Zlatni globus i BAFTA, nominacija za Oscara
- 1963. - Slatka Irma - osvojen Zlatni globus, nominacija za Oscara
- 1969. - Slatka milostinja – nominacija za Zlatni globus
- 1970. - Dvije mazge za sestru Saru
- 1977. - Životna prekretnica – nominacija za Oscara
- 1979. - Dobrodošli, g. Chance - nominacija za Zlatni globus i BAFTA-u
- 1983. - Vrijeme nježnosti – osvojen Oscar i Zlatni globus; nominacija za BAFTA-u
- 1988. - Madame Sousatzka – osvojen Zlatni globus
- 1989. - Čelične magnolije – nominacija za BAFTA-u
- 1994. - Čuvajući Tess - nominacija za Zlatni globus
- 2005. - U njenim cipelama - nominacija za Zlatni globus

## Vanjske poveznice
- Imdb profil
- Shirleymaclaine.com
- Intervju  Arhivirana inačica izvorne stranice od 18. srpnja 2014. (Wayback Machine)